# Brygada Kryzys

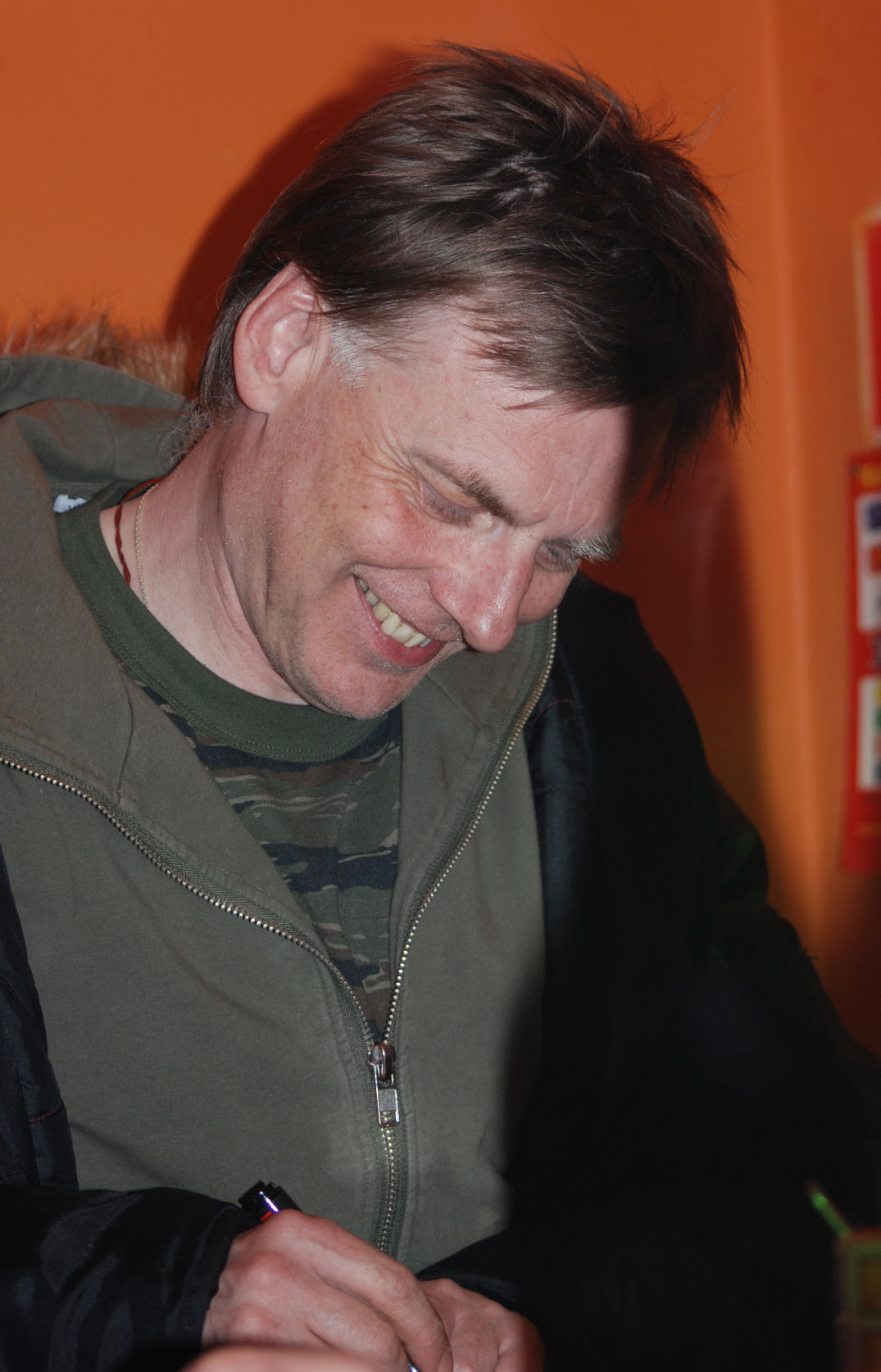
Tomasz Lipinski

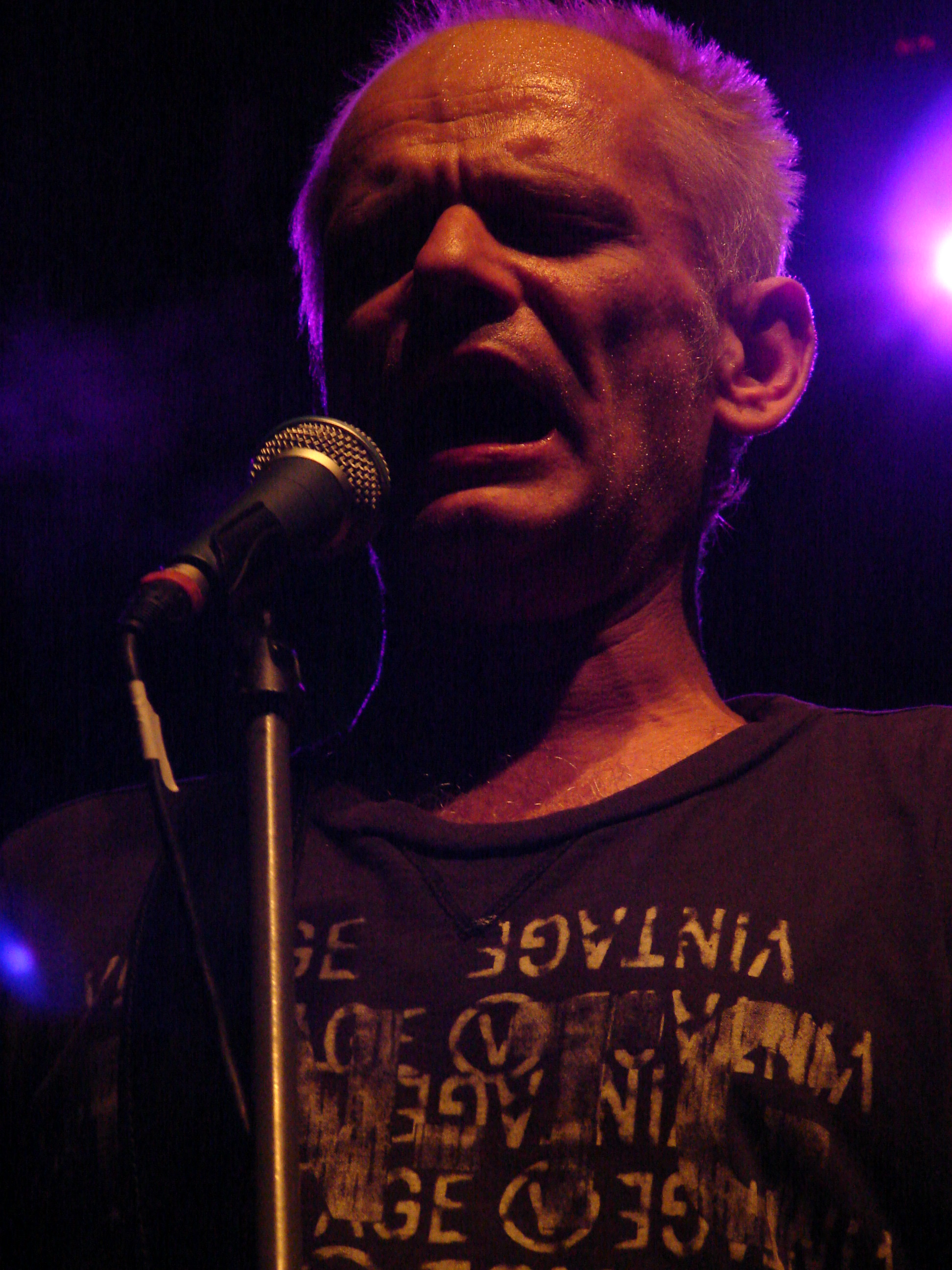
Robert Brylewski

Brygada Kryzys ist eine polnische Rockband, die 1981 in Warschau gegründet wurde.

## Band-Geschichte
Brygada Kryzys  ist eine der bedeutendsten polnischen New-Wave Rockbands, gegründet im Jahre 1981 vom Gitarristen und Sänger Tomasz Lipiński (geb. 1955) und Robert Brylewski (1961–2018), beide führende Persönlichkeiten der in Entstehung begriffenen polnischen Punkrock-Scene. Lipiński übernahm zumeist das Schreiben der Songtexte und Brylewski die Komposition. Weitere Bandmitglieder waren der Bassist Ireneusz Wereński, die Schlagzeuger Sławek Słociński und Jarek Ptasiński sowie der Saxophonist Tomasz (Men) Świtalski. 
Die ersten geplanten Konzerte wurden abgesagt, da die Konzertveranstalter das Programm für politisch zu gewagt ansahen. Der erste öffentliche Auftritt fand in Warschau statt. Die Musikaufnahmen wurden nach Großbritannien geschickt und dort illegal als erstes Album veröffentlicht. Die Band ging 1981 mit der Britischen Band TV 21 auf Tournee. Weitere Konzertreisen und Plattenaufnahmen wurden durch die Verhängung des Kriegsrechts in Polen verhindert. Dennoch gelang es, in Warschau ein Album aufzunehmen mit dem Titel Brygada Krzys (auch „Schwarze Brigade“ genannt). Es handelt sich hierbei um die wichtigste Aufnahme in der Geschichte des polnischen Rock, das erste Aufkommen von Punkrock und New Wave. Die Texte – teils in englischer, teils in polnischer Sprache – zeugten von Rebellion gegen das kommunistische Regime.
1982 wirkte die Band in der Verfilmung von Michal Tarkowskis Concert mit.
Im September 1982 wurde die Band nach vier Abschiedskonzerten in Warschau aufgelöst. Danach gründeten die Bandmitglieder verschiedene andere Bands. Allerdings kam es 1989 zu einem Revival, als man sich in Berlin traf. Der erste gemeinsame Auftritt fand jedoch erst im August 1991 beim Jarocin Festival statt – mit großem Erfolg – und drei Monate später beim Odjazdy Festival in Kattowitz.
Nach 1989 setzte sich die Band wie folgt zusammen: Lipiński, Brylewski, Ireneusz Wereński, Schlagzeuger Piotr Żyżelewicz, Saxophonisten Włodzimierz Kiniorski und Aleksander Korecki sowie Brylewskis Frau, die Sängerin Vivian Quarcoo.
Nach Konzerten beim Silmarile-Festival in Warschau trat die Band seltener auf. In den Jahren 1992 bis 1994 organisierte sie Konzerte unter dem Namen Stanik im Warschauer Remont-Club. 1994 löste sich die Band erneut auf, bis es 2003 zu einem weiteren gemeinsamen Comeback kam. Diesmal wirkten neben Lipiński und Brylewski mit: Tomek Szymborski am Bass, Schlagzeuger Filip Gałązka, Saxophonist und Keyboarder Sergiusz Kisiecki (2005 ersetzt durch Wlodziemierz Kiniorski). Sie begannen mit der Arbeit am Black-Album-Projekt (welches unter anderem ein Remix des ersten Albums enthielt). Sie konzertierten in den folgenden vier Jahren bei verschiedenen Festivals und Konzertveranstaltungen.

## Bandmitglieder
- Tomasz Lipiński – Gesang, Gitarre
- Robert Brylewski  – Gitarre, Gesang
- Vivian Quarcoo – Gesang
- Sergiusz Kisiecki – Keyboard und Saxophon
- Tomasz (Men) Świtalski, Włodzimierz Kiniorski und Aleksander Korecki – Saxophon
- Ireneusz Wereński und Tomasz Szymborski – Bass
- Sławek Słociński, Jarek Ptasiński, Piotr Żyżelewicz  und Filip Gałązka – Schlagzeug

## Diskografie
- Brygada Kryzys  (1982)
- Brygada Kryzys Live (1982; Bootleg)
- Cosmopolis (1993)
- Jarocin '93 (1993; Bootleg)
- Live in Remont '93 (1996)
- Live (1999)
- XXX Live (2013)